# غاستون بيركنز
غاستون بيركنز (بالإسبانية: Gastón Perkins)‏ هو مهندس أرجنتيني، ولد في 15 أبريل 1928 في بوينس آيرس في الأرجنتين، وتوفي في 19 أبريل 2006 في Juan Bautista Alberdi, Buenos Aires Province ‏ في الأرجنتين.